# Valentin Gjokaj
Valentin Gjokaj (født 23. august 1993 i Luzern, Schweiz) er en schweizisk fodboldspiller med albanske rødder, der spiller hos SSV Reutlingen 05.

## Klubkarriere

### FC Luzern
Gjokaj blev født i Luzern, og startede karrieren i FC Luzern. Han spillede til at starte med for klubbens U18 hold. I 2011 blev han rykket op på klubbens senior reserve hold. Han spillede også en enkel kamp for førsteholdet, da han spillede alle 90 minutter i en pre-sæson kamp imod Blackburn Rovers, i august 2011.
I maj 2012 havde Newcastle United meldt sig interesserede i den unge schweizisk fødte albaner. Dog blev det ikke til noget, og han blev fritstillet i sommerpausen 2012.

### Derby County
Den 18. august 2012 hentede Derby County Gjokaj. Han skrev under på en 2-årig kontrakt. 
Han fik sin debut for klubben imod Sheffield Wednesday, hvor han i 87' minut erstattede Will Hughes.